# Östra Bageriföreningen i Halmstad
Östra Bageriföreningen i Halmstad ekonomisk förening är ett kooperativt företag som i föreningsform bedriver bageri samt försäljning av bröd och konditorivaror i stora delar av Sverige. Styrelsen har sitt säte i Halmstad där också produktionsanläggningen är belägen. År 2020 omsatte föreningen (netto) 177,4 Mkr och hade vid årets slut 12 864 medlemmar och 127 anställda.
Föreningen är Sveriges äldsta och enda kvarvarande kooperativa bageriförening och grundades år 1899. Företagets produkter marknadsförs under namnet "Östras – stenugnsbageriet".